# 1-Iodbutan
1-Iodbutan ist eine chemische Verbindung des Iods aus der Gruppe der gesättigten Halogenkohlenwasserstoffe.

## Gewinnung und Darstellung
1-Iodbutan kann durch Reaktion von 1-Brombutan mit Natriumiodid gewonnen werden.
{\displaystyle \mathrm {NaI+C_{4}H_{9}Br\longrightarrow C_{4}H_{9}I+NaBr} }

## Eigenschaften
1-Iodbutan ist eine flüchtige, entzündbare, farblose Flüssigkeit mit etherischem Geruch, die sehr schwer löslich in Wasser ist.

## Verwendung
1-Iodbutan wird als Zwischenprodukt zur Herstellung anderer chemischer Verbindungen verwendet.

## Sicherheitshinweise
Die Dämpfe von 1-Iodbutan können mit Luft ein explosionsfähiges Gemisch (Flammpunkt 31 °C) bilden.